# Suimanga d'armadura
El suimanga d'armadura (Aethopyga saturata) és un ocell de la família dels nectarínids (Nectariniidae).

## Hàbitat i distribució
Habita boscos, vegetació secundària i matoll de les muntanyes del nord de l'Índia, sud-est del Tibet, sud-oest de la Xina i a gran part del Sud-est Asiàtic.